# Famous Funnies
Famous Funnies (Bandes dessinées célèbres) est le titre de trois fascicules au format comic book édités en 1933-1934 par Eastern Color Printing et reprenant des sunday pages de comic strips alors populaire.
Le premier, Famous Funnies: A Carnival of Comics était un fascicule publicitaire de trente-six pages tiré à 100 000 exemplaires et distribués gratuitement mi-1933 par diverses sociétés. Le second, Famous Funnies Serie I, comprenant soixante-huit pages, fut tiré à environ 35 000 exemplaires et mis en vente par une chaîne de grand magasin pour 10 cents début 1934. Le troisième d'entre eux, tiré à 250 000 exemplaires et distribué en kiosque à partir de mai 1934 est généralement considéré comme le premier vrai comic book, et du moins la publication qui a standardisé le format. Cette troisième série connut 218 numéros jusqu'en juillet 1955.

## Famous Funnies: A Carnival of Comics
L'idée de proposer à des entreprises de distribuer des fascicules de bandes dessinées pour fidéliser leurs clients vint à Harry I. Wildenberg début 1933. Directeur des ventes à l'Eastern Color Printing Company (ECPC), imprimerie qui produisait alors les suppléments dominicaux de plusieurs journaux de la côte Est, il percevait très bien l'attrait qu'exerçait les comic strips sur les lecteurs de journaux. En mai, la compagnie pétrolière Gulf Oil mit en place sur ses conseils trois millions d'exemplaires de Gulf Oil Weekly, un tabloïd publicitaire de quatre pages de bandes dessinées inédites qui remporta un grand succès.
Inspiré par ce succès, Max Gaines, qui travaillait comme représentant à l'ECPC, convainquit alors Procter & Gamble de proposer à ses clients un fascicule contenant des réimpressions de comic strips contre six coupons découpés sur les emballages de leurs produits. Wildenberg, de son côté, eut l'idée d'imprimer cette brochure au demi-format d'une page tabloïd (22x28 cm), après avoir constaté que les sunday pages ne perdaient pas de leur qualité en étant imprimées sur ce format que son entreprise avait utilisé pour un supplément promotionnel du Public Ledger de Philadelphie. L'opération fut un grand succès et les 10 000 exemplaires de Funnies on Parade furent très rapidement épuises.
Gaines et Wildenberg décidèrent alors de retenter l'opération à plus grande échelle. Après avoir persuadé de nouvelles sociétés (Canada Dry, Kinney Shoes, Milk-O-Malt, Wheatena, etc.) de le leur acheter, ils imprimèrent 100 000 exemplaires de Famous Funnies:  A Carnival of Comics, fascicule qui atteignait cette fois trente-six pages. Famous Funnies: A Carnival of Comics contenait entre autres des planches de Mutt and Jeff, Joe Palooka, Dixie Dugan, Hairbreadth Harry et Connie. Le tirage fut une nouvelle fois rapidement épuisé.
Dans les mois suivants, Gaines et Wildenberg publièrent encore deux fascicules de ce type : Century of Comics, cent pages à 250 000 exemplaires, puis Skippy's Own Book of Comics 52 pages à 500 000 exemplaires. Le premier Famous Funnies fut donc le deuxième fascicule de bande dessinée publié au format comic book, tout en restant un album publicitaire.

## Famous Funnies Serie I
Une anecdote, que Jean-Paul Gabilliet qualifie de « probablement apocryphe », car elle n'a jamais été confirmée par Gaines lui-même, expliquerait l'origine du passage de ces fascicules de la distribution gratuite aux kiosques. Un vendredi soir, Gaines aurait eu l'idée de placer quelques exemplaires de Famous Funnies:A Carnival of Comics dans des kiosques de son quartier en y accolant une étiquette « 10 cents » ; le lundi, tous auraient trouvés preneur. Quoi qu'il en soit, Gaines convainquit le président d'Eastern Color Geroge Janosik de trouver une maison d'édition pour vendre ces fascicules directement en kiosque. Janosik se rappela qu'il avait imprimé en 1930 les derniers numéros de The Funnies, mensuel de réimpression de sunday strips au format tabloïd publié par Dell Publishing. Janosik parvint à convaincre le patron de Dell, George T. Delacorte. Les 35 000 exemplaires de Famous Funnies Serie I, que Delacorte, encore échaudé par l'échec en kiosque de The Funnies, décida de vendre dans des grands magasins, furent rapidement épuisés. Au long de ses soixante-huit pages, le fascicule reprenait le contenu de Funnies on Parade, la moitié de celui de Famous Funnies: A Carnival of Comics, augmenté de seize nouvelles pages de reprises. Delacorte ne voulut cependant pas transformer l'essai, ses annonceurs lui annonçant qu'ils ne croyaient pas en ce nouveau format à cause de la mauvaise qualité du papier et du fait qu'il s'agissait de réimpressions.

## Famous Funnies
Harold Moore, un des dirigeants de l'ECPC, tomba alors sur une publicité du New York Daily News qui attribuait le succès de son édition du dimanche aux bandes dessinées qui y étaient publiées. Moore alla voir Harold Gould, président du puissant distributeur American News, cette publicité en main, pour lui vanter le potentiel commercial des revues de bande dessinée. Quelques jours plus tard, Moore acceptait de distribuer en kiosques 250 000 exemplaires de Famous Funnies ; le premier numéro sortit en mai. Il était daté en couverture de juillet afin de lui assurer une présence en kiosque jusqu'à la sortie du numéro suivant. Bien que Famous Funnies devînt mensuel dès le troisième numéro, la pratique de postdater les comic books s'imposa et continue à être appliquée aujourd'hui. Édité par Stephen A. Douglas, ce premier numéro contenait quatre sunday pages (soit un mois de publication) d'une dizaine de héros différents, dont Mutt and Jeff, Joe Palooka, Dixie Dugan, Hairbreadth Harry et Connie. Les historiens de la bande dessinée considèrent généralement cet ouvrage comme le premier comic book.
Malgré 4 150,60 dollars de pertes sur ce premier numéro, ses créateurs décidèrent de continuer à le publier. En effet, 90 % du tirage avait été vendu. Proposés au même prix que les Big Little Books, petits recueils populaires de textes illustrés comptant jusqu'à 422 pages que les parents achetaient à leurs enfants, les Famous Funnies avaient réussi à séduire un public qui préférait des planches bien ciselées à de vagues adaptations romanesques de médiocre qualité. Au septième numéro, Famous Funnies dégagea un bénéfice de 2 664,25 dollars. À partir du douzième, il rapporta 30 000 dollars par numéro. Maisons d'éditions (National Allied Publications et Dell en 1935, David McKay Publications en 1936) et syndicates (King Features Syndicate et United Feature Syndicate en 1936) décidèrent alors de suivre la voie ouverte par l'imprimerie devenue maison d'édition.
Au long de son histoire, Famous Funnies, n'offrit que peu de contenu inédit. Il s'agissait surtout de gags servant de bouche-trou, comme Dip and Duck de Meb à partir du n°2 ou Goofy Gags de Victor E. Pazmino, alias Vep, qui signa également la plupart des couvertures durant les premières années. Jerry Iger et Bob Kane contribuèrent également à certaines de ces pages de remplissage. Stephen Douglas préférait en effet intégrer des séries populaires (comme Dan Dunn et le strip de science-fiction Buck Rogers au troisième numéro) plutôt que prendre le risque d'en lancer de nouvelles. Dans ses premiers numéros, Famous Funnies proposait également à ses lecteurs Tailspin Tommy, The Bungle Family, Jane Arden et The Nebbs. Après le départ vers la concurrence de Joe Palooka, Dixie Dugan et Dan Dunn en 1936, Douglas acheta quatre daily strips Associated Press (Bob l'aviateur, Dickie Dare, The Adventures of Patsy et Oaky Doaks), ainsi que Roy Powers, Eagle Scout, Skyroads et Big Chief Wahoo. Avec le développement de la concurrence, les ventes commencèrent cependant dès cette époque à baisser.
Douglas tenta au début des années 1940 d'imposer un nouveau super-héros, Fearless Flint (« Flint sans peur ») de H. G. Peter, mais Famous Funnies restait porté par la publication de séries éprouvées. Après le départ de Vep, ce fut Douglas qui se chargea généralement des couvertures, dont certaines furent également dessinées par Bill Everett ou, pour Buck Rogers, Frank Frazetta. La qualité des planches publiées se mit à décroître. Fin 1949, Famous Funnies devint bimensuel, tout en diminuant sa pagination jusqu'à ne comprendre plus que trente-deux pages. Le dernier numéro, daté de juillet 1955, ne contenait, hormis les reprises de Buck Rogers, que des histoires inédites d'auteurs relativement obscurs.